# Hanns Schönecker
Hanns Schönecker (* 1928 in Bliesen bei St. Wendel; † 2005 in St. Ingbert) war ein deutscher Architekt.

## Leben und Wirken
Nach dem Abitur begann er im Rahmen eines Stipendiums der französischen Régie des Mines sein Studium der Architektur an der Technischen Hochschule Darmstadt, das er mit der Diplom-Hauptprüfung abschloss. Danach nahm er seine erste Arbeit als Angestellter des Architekturbüros Reul im saarländischen St. Ingbert auf. 1957 übernahm er nach dem Tod des Unternehmenschefs dessen Büro. Nebenbei lehrte er viele Jahre an der Hochschule für Technik und Wirtschaft des Saarlandes in Saarbrücken. Von 1973 bis 1988 engagierte sich Schönecker in der Saarländischen Architektenkammer, als deren Präsident er lange Jahre wirkte.
Schönecker zeichnete sich in seinem architektonischen Schaffen durch ein hohes Maß an Sensibilität aus. Sein Grundsatz, den er selbst formulierte, war: „Ausgehend vom vorhandenen räumlichen Gefüge muss man über die Funktion zu einer Form kommen“. Er hielt sich an eine Ästhetik der Architektur, deren Grundsätze vom Bauhaus definiert wurden; dabei erlaubte er sich, Weiterentwicklungen seit der Bauhaus-Zeit in sein Schaffen mit einzubeziehen. In besonderer Weise wurde er beeinflusst von den  Großmeistern der Architektur Frank Lloyd Wright und Ludwig Mies van der Rohe sowie von dem Hauptvertreter der Chicago School, Louis Sullivan, dessen prägnant formuliertes Leitbild „Form follows function“ Schönecker mit seiner persönlichen Handschrift umsetzte.
Drei Schwerpunkte sind im Schaffen Schöneckers auszumachen: Kirchenbauten, Schulen sowie Verwaltungs- und Geschäftsbauten. Insbesondere im Saarland baute er Kirchen, u. a. in Waldhölzbach, St. Ingbert, Primsweiler und Türkismühle. Zahlreiche Nachkriegs-Schulbauten tragen seine architektonische Handschrift. Außerordentliche Sensibilität legte der Architekt bei Erweiterungs- und Veränderungsbauten zutage. Die Umgestaltung der innerstädtischen Saarbrücker Schillerschule mit ihrer alten Bausubstanz in ein Kunstmuseum gelang ihm ebenso gut wie beispielsweise die Erweiterung der Kreissparkasse St. Wendel mit ihrem Baukörper aus dem 19. Jahrhundert. Einer der wichtigsten Arbeiten Schöneckers war der Neubau der Modernen Galerie in Saarbrücken (1962–1974), einem Kunstmuseum internationalen Anspruchs, das zeitgleich mit der Nationalgalerie Berlin und der Kunsthalle Bielefeld als einer der ersten neuen Museumsbauten im Nachkriegsdeutschland internationale Beachtung fand.
1995 musste Schönecker seine Tätigkeit krankheitsbedingt aufgeben.

## Auszeichnungen
- 1991: Saarländischer Verdienstorden[1]
- 2002: Kunstpreis des Saarlandes